# Much Wenlock and Severn Junction Railway
Die Much Wenlock and Severn Junction Railway war eine britische Eisenbahngesellschaft in Shropshire in England.

## Geschichte
Die Gesellschaft wurde am 21. Juli 1859 gegründet um eine Bahnstrecke zwischen Much Wenlock und der Strecke der Severn Valley Railway in Buildwas herzustellen. Die Finanzierung erfolgte durch eine Aktienemission in Höhe von 24.000 Pfund Sterling und Anleihen in Höhe von 8090 Pfund Sterling.
Die Fertigstellung erfolgte am 22. Oktober 1861 und die Eröffnung am 1. Februar 1862. In Much Wenlock schloss später die Wenlock Railway nach Craven Arms an. Der Betrieb erfolgte durch die West Midland Railway. Die Great Western Railway übernahm die Much Wenlock and Severn Junction Railway am 7. August 1896.